# Veauchette

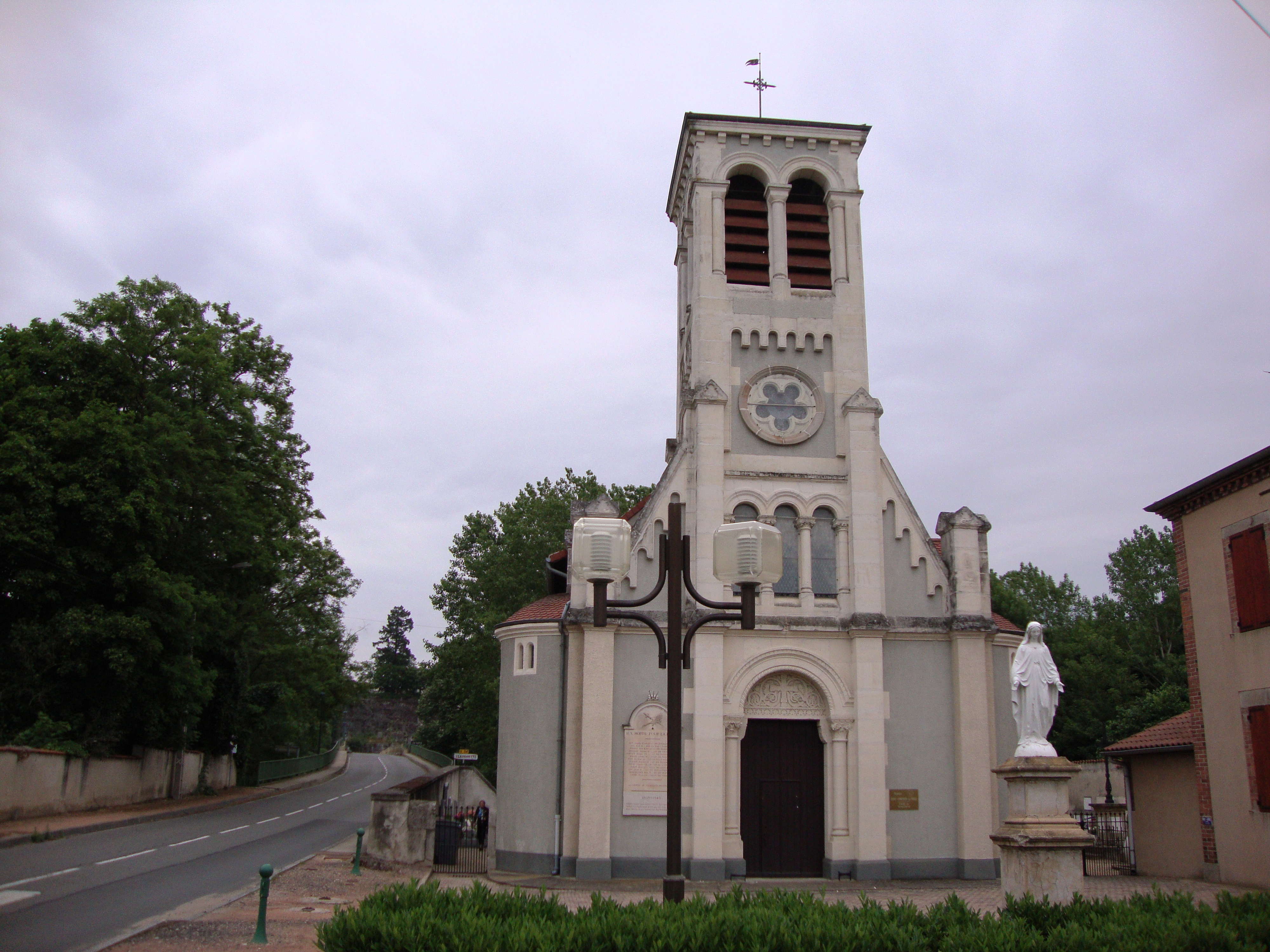
Kościół w Veauchette, 2010

Veauchette – miejscowość i gmina we Francji, w regionie Owernia-Rodan-Alpy, w departamencie Loara.
Według danych na rok 1990 gminę zamieszkiwało 767 osób, a gęstość zaludnienia wynosiła 102 os./km² (wśród 2880 gmin regionu Rodan-Alpy Veauchette plasuje się na 931. miejscu pod względem liczby ludności, natomiast pod względem powierzchni na miejscu 1319.).